# Marcel Bozzuffi
Marcel Bozzuffi  (n. 28 octombrie 1929, Rennes, Franța – d. 1 februarie 1988, Paris, Île-de-France, Franța) a fost un actor francez. Printre cele mai cunoscute filme ale sale se numără Tintin și misterul „Lînei de aur” (1961), Compartimentul ucigașilor (1965), Z (1969) și Filiera (1971). 

## Biografie
Marcel Bozzuffi, a absolvit școala de artă dramatică Cours Simon din Paris. Și-a început cariera de actor jucând roluri tipice de film noir, dar s-a confruntat și cu roluri dramatice jucând în Fatti di gente perbene (1974) de Mauro Bolognini și Cadavre de lux (1976) de Francesco Rosi. Bozzuffi a participat și la serialul italian de televiziune L'ombra nera del Vesuvio, jucând rolul unui camorra fără scrupule, rivalul lui Carlo Giuffré. De asemenea, a lucrat în Statele Unite alături de Gene Hackman în filmul Filiera (1971). Unul dintre ultimele roluri majore ale lui Bozzuffi a fost în filmul lui Michelangelo Antonioni Identificarea unei femei (1982).
Căsătorit din 1963 cu actrița Françoise Fabian, Bozzuffi a decedat la Paris, la vârsta de 59 de ani, la 1 februarie 1988, în urma unei lungi boli .

## Filmografie selectivă
- 1954 La grande razzia (Razzia sur la chnouf), regia Henri Decoin (nemenționat)
- 1955 Il figlio di Caroline chérie (Le Fils de Caroline chérie), regia Jean Devaivre (nemenționat)
- 1955 I giganti (Gas-Oil), regia Gilles Grangier
- 1955 Gli anni che non ritornano (La meilleure part), regia Yves Allégret
- 1956 Il fantastico Gilbert (Le pays d'où je viens), regia Marcel Carné
- 1957 Il dado è tratto (Reproduction interdite), regia Gilles Grangier
- 1957 Delitto blu (Escapade), regia Ralph Habib
- 1959 Una notte a Parigi (Asphalte), regia Hervé Bromberger

- 1960 Caidul (Le Caïd), regia Bernard Borderie
- 1960 La rapina di Montparnasse (Le caïd), regia Bernard Borderie
- 1961 I giganti dell'oro nero (Le Sahara brûle), regia Michel Gast
- 1961 Tintin și misterul „Lînei de aur” (Tintin et le mystère de la Toison d'or), regia Jean-Jacques Vierne
- 1963 Ziua și ora (Le Jour et l'Heure), regia René Clément
- 1963 Comisarul Maigret se înfurie (Maigret voit rouge), regia Gilles Grangier
- 1965 Compartimentul ucigașilor (Compartiment tueurs), regia Costa Gavras (nemenționat)
- 1966 Rififi internazionale (Du rififi à Paname), regia Denys de La Patellière
- 1966 Ultima suflare (Le Deuxième Souffle), regia Jean-Pierre Melville
- 1969 Americanul (L'Américain), regia Marcel Bozzuffi
- 1969 Un tipo che mi piace (Un homme qui me plaît), regia Claude Lelouch
- 1969 Z (Z), regia Costa Gavras

- 1970 Tempo di violenza (Le temps des loups), regia Sergio Gobbi
- 1970 Vertigine per un assassino (Vertige pour un tueur), regia Jean-Pierre Desagnat
- 1970 La signora dell'auto con gli occhiali e un fucile (The Lady in the Car with Glasses and a Gun), regia Anatole Litvak
- 1971 Conto alla rovescia (Comptes à rebours), regia Roger Pigaut
- 1971 Filiera (The French Connection), regia William Friedkin
- 1972 Sette cervelli per un colpo perfetto (Trois milliards sans ascenseur), regia Roger Pigaut
- 1972 Torino negru (Torino nera), regia Carlo Lizzani
- 1972 Images, regia  Robert Altman
- 1972 Regolamento di conti (Les hommes), regia  Daniel Vigne
- 1972 Un battito d'ali dopo la strage (Le fils), regia  Pierre Granier-Deferre
- 1973 Chino (Valdez, il mezzosangue), regia John Sturges și Duilio Coletti
- 1974 Contratto marsigliese (The Marseille Contract), regia Robert Parrish
- 1974 Fatti di gente perbene, regia  Mauro Bolognini
- 1975 Țiganul (Le gitan), regia José Giovanni
- 1975 Roma drogata la polizia non può intervenire, regia Lucio Marcaccini
- 1976 Cadavre de lux (Cadaveri eccellenti), regia Francesco Rosi
- 1976 Roma, cealaltă față a violenței (Roma, l'altra faccia della violenza), regia  Franco Martinelli
- 1976 Quelli della calibro 38, regia  Massimo Dallamano
- 1977 Judecătorul Fayard zis „Șeriful” (Le juge Fayard dit Le Shériff), regia Yves Boisset
- 1977 Mergi sau mori (March or Die), regia Dick Richards
- 1977 Poliția este învinsă (La polizia è sconfitta), regia Domenico Paolella
- 1978 6000 km di paura, regia  Albert Thomas
- 1979 Il cappotto di Astrakan, regia  Marco Vicario
- 1979 Trecătoarea (The Passage), regia  J. Lee Thompson
- 1979 Linea di sangue (Bloodline), regia Terence Young

- 1980 Il vizietto II (La cage aux folles II), regia  Édouard Molinaro
- 1980 Luca il contrabbandiere, regia  Lucio Fulci
- 1983 Il morso del ragno (Le cercle des passions), regia  Claude d'Anna
- 1983 Identificarea unei femei (Identificazione di una donna), regia  Michelangelo Antonioni